# Unión Social Republicana de Asalariados de Chile
De Unión Social Republicana de Asalariados de Chile (Nederlands: Republikeinse en Sociale Unie van Werknemers, USRACH of USR) was een Chileense politieke federatie die in oktober 1925 werd gevormd door leden van de communistische, socialistische en corporatistische vakverenigingen. 
USRACH kwam met name op voor de belangen van de mijnwerkers in het noorden van Chili. De mijnwerkers werden veelal onderdrukt door de mijn-eigenaren en vonden dat de gevestigde partijen hun belangen niet voldoende behartigden. USRACH was een krachtig voorstander van de nationalisatie van de bodemschatten en het opzetten van een staatsmijnbouwonderneming en gratis openbaar onderwijs. 

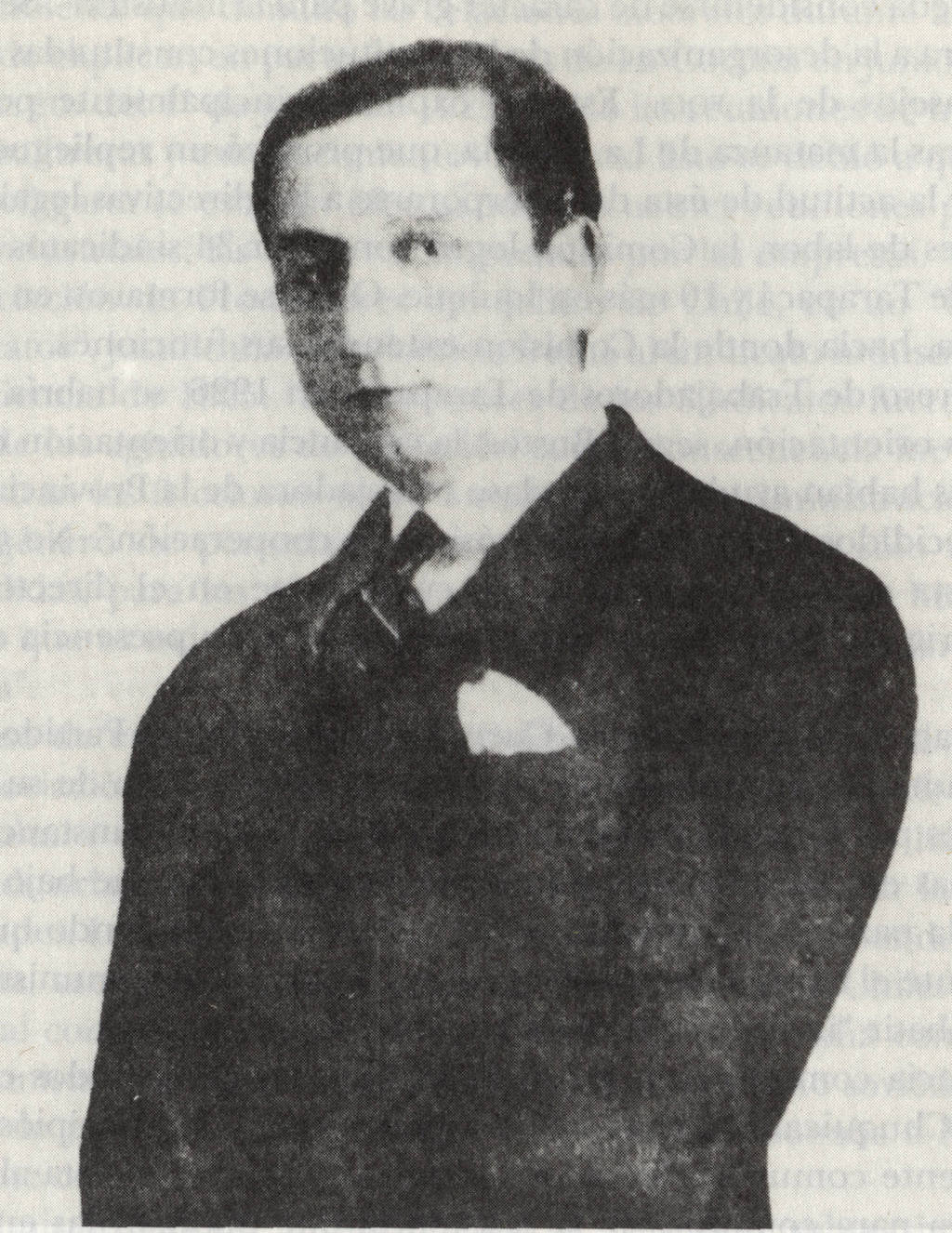
José Santos Salas, presidentskandidaat in 1925

Bij de presidentsverkiezingen van 1925 steunde men de kandidatuur van José Santos Salas Morales, die ruim 28% van de stemmen kreeg. Bij de parlementsverkiezingen van dat jaar verkreeg de partij vanuit het niets 9 zetels in de Kamer van Afgevaardigden en 2 zetels in de Senaat. 
Onder de militaire dictatuur van generaal Carlos Ibáñez del Campo werd de USRACH omstreeks 1927 ontbonden.

## Verkiezingsuitslagen
| Jaar | Aantal afgevaardigden (totaal aantal zetels tussen haakjes) | Aantal senatoren (totaal aantal zetels tussen haakjes) |
| ---- | ----------------------------------------------------------- | ------------------------------------------------------ |
| 1925 | 9 (132)                                                     | 2 (45)                                                 |